# Ben Gollings

a Compétitions nationales et continentales officielles uniquement.

b Matchs officiels uniquement.
Ben Gollings est un joueur de rugby à sept et à XV anglais évoluant principlament au poste de demi d'ouverture. En 2000 et 2011, il joue avec l'équipe d'Angleterre de rugby à sept en World Series, aux jeux du Commonwealth et en coupe du monde. Il est le recordman de points inscrits en World Series avec 2 652 unités et 220 essais.

## Carrière

### Carrière en rugby à XV
- 1999-2003 :  Harlequins (Premiership)
- 2003-2004 :  Newcastle Falcons (Premiership)
- 2004 :  Worcester Warriors (Premiership)
- 2004-2006 :  Sunnybank (Queensland Premier Rugby)
- 2006-2007 :  Tasman RU (ITM Cup)[1]
- 2007-2008 :  Toyota Industries Shuttles (West Regional League)
- 2008-2011 :  Gold Coast Breakers (Queensland Premier Rugby)
- 2011-2012 :  Rugby Lions (entraineur-joueur)

Il joue en équipe d'Angleterre des moins de 16 et loin de 18 ans, puis en universitaire et avec l'équipe réserve.
En décembre 2003, il dispute à Twickenham, un match non-officiel avec le XV de la Rose face aux Barbarians de Nouvelle-Zélande, match remporté par l'équipe anglaise.
En 2006, alors qu'il joue avec la province de Tasman en Nouvelle-Zélande, Robbie Deans, l'entraineur des Crusaders (province néo-zélandaise disputant le Super Rugby) souhaite voir Ben Gollings intégrer l'équipe en tant que remplaçant de Dan Carter, blessé. Mais la fédération néo-zélandaise souhaitant faire évoluer de jeunes joueurs potentiellement sélectionnés en équipe nationale refuse, lui préférant Cameron McIntyre,.
En 2010, il fait la pré-saison de Super 14 avec les Queensland Reds, mais des blessures et les quotas de joueurs étrangers l'empêche de disputer la saison.
En 2011, après sa retraite internationale à sept, il rejoint le club semi-professionnelle des Rugby Lions en tant qu'entraîneur-joueur pour un projet sportif ayant pour objectif de mener le club en première division. Mais en 2012, le club est rétrogradé pour des problèmes financiers.

### Carrière en rugby à sept
Ben Gollings fait ses débuts avec l'équipe d'Angleterre de rugby à sept en 1999 à l'âge de 19 ans, disputant la première saison de l'histoire des World Series.
Il dispute trois éditions des Jeux du Commonwealth (2002, 2006 où l'Angleterre échoue en finale de la compétition face aux néo-zélandais et 2010) ainsi qu'à deux coupes du monde (2005 et 2009).
Lors du tournoi de Hong Kong 2006, Ben Gollings inscrit le dernier essai décisif qui permet à son équipe de remporter le tournoi pour la quatrième fois en cinq ans. En 2009, il devient le premier joueur de rugby à sept à passer la barre des 2 000 points en World Series.
En 2011, alors qu'il est âgé de 31 ans, la fédération anglaise et l'entraineur Ben Ryan décident de ne pas prolonger son contrat poussant le joueur à la retraite internationale. Il est à ce moment le meilleur marqueur de l'histoire des Sevens Series.
En 2015, il est nommé dans la Magnificent Seven de Hong Kong qui récompense les joueurs ayant marqués l'histoire du tournoi.

### Reconversion
Après avoir quitté le club des Rugby Lions, il part au Sri Lanka pour aider le pays à développer ses équipes de rugby à XV et de rugby à sept. Il rejoint ensuite son ancien adversaire, le fidjien Waisale Serevi, dans un projet aidant le développement du rugby dans le monde (aux États-Unis, en Chine, au Brésil...),.

## Statistiques

### En World Series
Ben Gollings dispute douze saisons des World Series :
- 70 tournois (3e)
  - 344 sélections (4e)
- 2 652 points (1er)
  - 220 essais (3e)
  - 773 transformations (1er)
  - 2 pénalités (8e)

### En Premiership
| Saisons   | Clubs              | Mj. | Es. | Pe. | Tr. | Dr. | Pts |
| --------- | ------------------ | --- | --- | --- | --- | --- | --- |
| 1999-2003 | Harlequins         | 60  | 15  | 5   | 3   | 1   | 99  |
| 2003-2004 | Newcastle Flacons  | 14  | 2   | 10  | 5   | 0   | 50  |
| 2004      | Worcester Warriors | 8   | 0   | 0   | 1   | 0   | 2   |
| Total     | Total              | 82  | 17  | 15  | 9   | 1   | 151 |

## Palmarès en rugby à sept
Ben Gollings joue de 1999 à 2011 avec l'équipe d'Angleterre de rugby à sept avec qui il remporte :
- Deuxième aux jeux du Commonwealth 2006
- Quatre fois vainqueur du tournoi de Hong Kong (2002, 2003, 2004, 2006)
- Vainqueur du tournoi de Wellingtion en 2009
- Vainqueur du tournoi de Londres en 2009
- Vainqueur du tournoi de Dubaï en 2010